# Milan-San Remo 1930
La 23e édition de la course cycliste, Milan-San Remo a eu lieu le 30 mars 1930 et a été remportée par l'Italien  Michele Mara lors d'un sprint impliquant une douzaine de coureurs. 

## Classement final
|   | Cycliste            | Équipe            | Temps           |
| - | ------------------- | ----------------- | --------------- |
| 1 | Michele Mara        | Bianchi-Pirelli   | 9 h 43 min 00 s |
| 2 | Pio Caimmi          | Gloria-Hutchinson | m. t.           |
| 3 | Domenico Piemontesi | Bianchi-Pirelli   | m. t.           |
| 4 | Raffaele Di Paco    | Maino-Clement     | m. t.           |
| 5 | Costante Girardengo | Maino-Clement     | m. t.           |
| 6 | Luigi Marchisio     | Legnano-Pirelli   | m. t.           |
| 7 | Luigi Giacobbe      | Maino-Clement     | m. t.           |
| 7 | Learco Guerra       | Maino-Clement     | m. t.           |
| 7 | Antonio Negrini     | -                 | m. t.           |
| 7 | Riccardo Proserpio  | -                 | m. t.           |
| 7 | Giovanni Vitali     | -                 | m. t.           |